# Żerniki (Łódź)
Pour les articles homonymes, voir Żerniki.
Żerniki (prononciation [ʐɛrˈniki]) est un village de la gmina de Zadzim, du powiat de Poddębice, dans la voïvodie de Łódź, situé dans le centre de la Pologne.
Il se situe à environ 7 kilomètres (km) au nord-est de Zadzim (siège de la gmina), 11 kilomètres au sud de Poddębice (siège du powiat) et 38 kilomètres à l'ouest de Łódź (capitale de la voïvodie).

## Administration
De 1975 à 1998, le village était attaché administrativement à l'ancienne voïvodie de Sieradz.

Depuis 1999, il fait partie de la nouvelle voïvodie de Łódź.